# Controversia en los videojuegos
Diversas controversias en los videojuegos giran alrededor de asuntos como la violencia gráfica, escenas violentas y sangrientas, desnudez total o parcial, representación de conducta criminal, racismo y otro tipo de materiales que pueden resultar provocativos o desagradables. Los videojuegos son a menudo estudiados para saber si se vincula a la afición y la agresión. Los metaanálisis más tempranos (un análisis de varios estudios) estaban en desacuerdo. Un estudio de 2001, encontró que la exposición a estos medios violentos causa al menos un aumento temporal de la agresión y que esta exposición tiene correlación con la agresión en el mundo real. Una disminución en el comportamiento pro social (preocupando por el bienestar y los derechos de otros) también fue notada. Otros metaanálisis de 2001 que usa métodos similares junto a un estudio de 2009 más reciente que se enfoca expresamente en el comportamiento agresivo, concluye que la violencia del videojuego no está relacionada con el comportamiento agresivo en la vida real. A día de hoy se han propuesto muchos efectos potenciales positivos. Otras investigaciones sugieren que aún algunos juegos con alto contenido de violencia pueden tener un efecto de bienestar social en algunos contextos. Por ejemplo, el jugar en equipo.

## Impacto social positivo
En cuanto a los efectos positivos, educadores y científicos del aprendizaje han debatido sobre cómo aprovechar la motivación de los estudiantes hacia los videojuegos para utilizarlos con fines educativos y pedagógicos. Malone, por ejemplo, explora las cualidades intrínsecamente motivadoras que los juegos tienen y cómo podrían ser útiles en el diseño de juegos educativos. Malone y Lepper (1987) recomendaron cuatro heurísticas principales: desafío, fantasía, curiosidad y control de los diseñadores de juegos e investigadores para mejorar la interfaz de interacción con el usuario.
Por otro lado, según una investigación realizada en el 2006 por parte de la Universidad de Salamanca, España, tenemos que los videojuegos pueden tener distintos enfoques positivos tomando como modelo el concepto de cerebro Triúnico. Algunos de ellos son: Mejoría de la agudeza en la percepción visual y los reflejos, aumento en gran medida de la autoestima, la seguridad personal y la capacidad de autosuperación.  
En la misma investigación de la Universidad de Salamanca, se tiene que: "Los videojuegos constituyen una excelente herramienta de alfabetización digital a través del cual se transmiten formas, valores, maneras de comportamiento, de relacionarse con otros, así como también... los códigos y valores culturales y políticos predominantes en los países en los que se encuentran los mayores centros de producción y diseño de videojuegos, ubicados [por lo general] en los países desarrollados... ejerciendo de esta manera su influencia en sus propios países y en aquellos mayoritariamente "consumidores" de videojuegos." 

## Impacto social negativo
Existen numerosos ejemplos de los impactos negativos que los videojuegos pueden llegar a tener. La cuestión planteada con mayor frecuencia  por los medios de comunicación y el público en general tiene que ver con la violencia de los mismos. Los posibles efectos que los videojuegos jugados, en particular los que cuentan con elementos agresivos o violentos, podrían tener en los niños y jóvenes son la estimulación del comportamiento agresivo en los jugadores, según la teoría del aprendizaje social, ya que estos se convierten en un participante activo (en oposición a un observador pasivo como el caso de la agresión en el cine y la televisión). Por otra parte, la teoría de la catarsis implica que los videojuegos agresivos tendrían un efecto contrario al canalizar la agresividad latente, lo que resulta en un efecto positivo en los jugadores.
Por otro lado, según un artículo publicado en la Revista Internacional de Comunicación Audiovisual, Publicidad y Literatura en 2009, señala que los videojuegos pueden traer consigo efectos tales como la adicción, la agresión, el aislamiento social y ciertas conductas delictivas.
Un estudio hecho por Institute of Psychology, University of Innsbruck, Innsbruck & Austria analizó a individuos que al jugar videojuegos en línea con un cierto grado de violencia, estos reaccionaban a estímulos y emociones de agresividad y violencia por periodos de corto tiempo. Cabe mencionar que aquellos que jugaron en línea mostraban más niveles de agresividad, lo que les llevaba a concluir que los juegos violentos sacaban a relucir este tipo de actitudes agresivas y violentas.
Expertos en medicina y salud mental han mostrado preocupación por ello y la Organización Mundial de la Salud llegó a incluirlo como «juego patológico» en la undécima revisión de su Clasificación Internacional de Enfermedades entre otras adicciones a nuevas tecnologías. Sin embargo; otros expertos en la materia, entre los que se incluye la Asociación Estadounidense de Psiquiatría, han afirmado que no hay evidencias suficientes de que los videojuegos puedan producir tendencias violentas o inducir a un comportamiento adictivo, aunque están de acuerdo que los videojuegos típicamente hacen uso del «bucle de compulsión» en su diseño el cual puede crear dopamina y esta puede ayudar a reforzar el deseo de continuar jugando a través de ese bucle de compulsión y potencialmente llevar a comportamientos violentos o adictivos. La industria del videojuego reaccionó a la decisión de la OMS alegando que no hay consenso ni evidencias lo suficiente robustas como para tomar esa decisión. Otros medios han puesto de manifiesto que la inclusión es algo cuestionable dado que no todos los juegos presentan un diseño que incluya mecanismos etiológicos como sí lo hacen los juegos que incluyen cajas de botín por su similitud con los juegos de azar.

## Funcionalidad de los videojuegos
Una investigación más sociológica ha tratado de alejarse de las ideas simplistas de juego, ya sea como "negativo" o "positiva", sino más bien trata de comprender su función y ubicación en las complejidades de la vida cotidiana. Por ejemplo, en su libro Life on the screen, Sherry Turkle exploró cómo las personas que participaron en los juegos multijugador en línea, tales como MUD , utilizan sus experiencias con el juego para explorar cuestiones personales de identidad
Una mayor comprensión de la correcta utilización de los videojuegos puede evitar las consecuencias negativas del medio, tales como el desarrollo de dificultades psicosociales en los niños y riesgos en la salud.
Una funcionalidad de los videojuegos se ha podido ver en la educación primaria. Según la International Journal of Technology and Educational Innovation tras una revisión se llegó a ver como en materias como matemáticas, lengua castellana y literatura, ciencias sociales, educación física, educación plástica y visual y música se vio que los niños mejoraban su motivación con juegos como Portal 2, Wii Music, entre otros.

## Violencia en los videojuegos
Los porcentajes de violencia dentro de los videojuegos son altas ya que un 98% de los videojuegos contienen este tipo de violencia y no es un hecho que pase por alto.
Exponerse a corto plazo a videojuegos que incluyen violencia, incrementan la agresión a través sistema cognitivo primario incrementando el despertar, y la creación de un estado agresivo
Craig A. Anderson dice que ahora ya se puede demostrar que los videojuegos violentos sí afectan a los niños y los adolescentes que los juegan, ya que, en estos estudios, se han comprobado que después de que los niños y adolescentes juegan este tipo de videojuegos adoptan algunas actitudes agresivas. En Japón, en cambio, los estudios en cuanto a niveles de agresión fueron más bajos pero el estudio demostró que no sólo era en niños y adolescentes, sino también estos videojuegos afectaban a los adultos. En este estudio, las personas que se convirtieron en los objetos de estudio, meses después fueron tachados por sus profesores y compañeros como personas violentas.
Algunos videojuegos en la actualidad han sido más que cínicos en el uso de la violencia dentro del juego, según la CNN, algunos de los videojuegos más violentos de la historia han sido: Death Race (1976), Mortal Kombat (1992), Doom (1993), Grand Theft Auto entre otros, en estos juegos definitivamente se aprecia de una forma muy evidente violencia extrema.

## Casos por violencia en videojuegos
La CNN reporta el caso de un niño de 8 años que le disparó a su abuela de 90 años por jugar un videojuego violento. Aunque al principio todo parecía un accidente, al interrogar al niño se descubrió que lo hizo a propósito tras haber jugado el famoso juego Grand Theft Auto IV.
El Servicio Secreto de Estados Unidos y el Departamento de Educación han emitido un reporte que estudió 24 casos de violencia escolar y descubrió que: «Casi la mitad de los atacantes haya demostrado cierto interés en la violencia a través de películas, videojuegos, libros u otros medios».

## Representación de la orientación sexual y la identidad de género
Los personajes de lesbianas, gais, bisexuales y transgénero (LGBT) se han representado en algunos videojuegos desde la década de 1980, con Caper in the Castro en 1989 como uno de los primeros juegos centrados en temas LGBT. El contenido LGBT ha estado sujeto a reglas y regulaciones cambiantes por parte de las compañías de juegos. Estas reglas son generalmente ejemplos de heterosexismo en el sentido de que la heterosexualidad se normaliza mientras que la homosexualidad está sujeta a censura o ridículo adicional. La orientación sexual y la identidad de género fueron significativas en algunos juegos de consola y PC, con una tendencia hacia una mayor visibilidad de las identidades LGBT, particularmente en la cultura popular japonesa y los juegos comercializados para consumidores LGBT.
Uno de los casos más recientes de una controversia sobre la representación de la orientación sexual en videojuegos fue en The Last of Us Part II. En la presentación de gameplay del 2018, se mostró una escena donde la protagonista estaba besando a una chica, lo que provocó una ola de odio hacia el estudio Naughty Dog; creadores del juego. En su salida, el juego recibió un boicot en la página de críticas Metacritic. Entre muchas cosas por las que fue criticado, lo que más resaltaba era la sexualidad de varios personajes.

## Casos en los que los videojuegos han ayudado
Diversos portales dedicados a las noticias del mundo de los videojuegos y el entretenimiento anunciaron en el año 2018 que una mujer llamada Jessica Prime, a través de su cuenta de Twitter, mencionó que su hijo le confesó su decisión por no suicidarse tras haber concluido Hellblade: Senua's Sacrifice desarrollado por Ninja Theory. La historia del juego nos relata la travesía de una mujer con problemas mentales para rescatar a su esposo del infierno nórdico. Cabe destacar que el juego contiene alto porcentaje de violencia, así como de crudeza por las diversas situaciones que la protagonista debe atravesar.